# Masakra w Giumri
Masakra w Giumri – masowe morderstwo siedmioosobowej ormiańskiej rodziny Awetisjanów dokonane w Giumri 12 stycznia 2015 roku przez żołnierza Sił Zbrojnych Federacji Rosyjskiej, Walerija Permiakowa, stacjonującego w eksterytorialnej, rosyjskiej 12 Bazie Wojskowej w tymże mieście. Po ucieczce z miejsca zdarzenia Permiakow skierował się w stronę granicy z Turcją, gdzie został zatrzymany przez rosyjską straż graniczną i osadzony w karcerze w bazie Giumri w celu osądzenia go przez rosyjski sąd wojskowy. W wyniku tych wydarzeń doszło do spontanicznych demonstracji w Giumri i Erywaniu, w trakcie których domagano się oddania Permiakowa pod armeński wymiar sprawiedliwości oraz wycofania wojsk rosyjskich z Armenii. Niewystarczająca, zdaniem demonstrantów, reakcja rządu jeszcze bardziej zaostrzyła protesty społeczne w Armenii na początku 2015 roku. W sierpniu 2016 roku Permiakow został skazany na dożywocie za siedem morderstw przez sąd armeński, który zebrał się na terenie rosyjskiej bazy; orzeczenie sądu pierwszej instancji zostało następnie podtrzymane w grudniu 2016 roku przez Sąd Apelacyjny w Erywaniu.

## Tło wydarzeń
Istnienie rosyjskiej bazy wojskowej w Armenii budzi nieustanne kontrowersje. Zwolennicy jej utrzymania argumentują, że wojskowa obecność Rosjan w tym kraju zmusiłaby Rosję do walki u boku Armenii w przypadku ewentualnej inwazji tureckiej, podczas gdy krytycy twierdzą, że jej istnienie podważa suwerenność Armenii i stwarza niebezpieczeństwo dla ludności cywilnej.
W Giumri miało miejsce kilka incydentów związanych z bazą jeszcze przed morderstwem Awetisjanów. W 1999 roku dwóch pijanych żołnierzy rosyjskich, Denis Popow i Aleksandr Kamieniew, uzbrojonych w karabiny szturmowe AK-74, zabiło dwóch mężczyzn, Waghinaka Simonjana i Dawida Soghomonjana, a raniło 14 innych. Obaj sprawcy byli następnie sądzeni przez sąd armeński. Popow został skazany na 14 lat więzienia, a Kamieniew na 15 lat. Nie jest jasne, czy obaj odbyli całe swoje wyroki w Armenii i niewiele wiadomo na temat samego śledztwa. W wywiadzie udzielonym po latach portalowi internetowemu News.am, adwokatka Popowa, Tamara Jailojan stwierdziła, że jej były klient został przeniesiony do Rosji „po dwóch, trzech latach” odsiadki, gdzie, „jak się później dowiedzieliśmy, wypuszczono go na wolność”. W 2013 roku dwoje dzieci zginęło od wybuchu miny na poligonie w pobliżu bazy wojskowej w Giumri. Pole minowe nie zostało ogrodzone ani odpowiednio oznakowane, ale mimo to dowództwo bazy wojskowej nigdy nikogo nie ukarało za ten incydent, a także zignorowało oficjalne skargi rodziców zabitych dzieci i miejscowych mieszkańców.

## Masakra
12 stycznia 2015 roku w Giumri znaleziono ciała sześciu osób. Pięć z nich miało rany postrzałowe, natomiast jedna osoba, półroczny chłopiec, nosił na ciele ślady siedmiu pchnięć ostrym narzędziem, którym okazał się być bagnet od rosyjskiego karabinu szturmowego. Ormiański Komitet Śledczy jako podejrzanego wymienił Walerija Permiakowa, rosyjskiego żołnierza stacjonującego w rosyjskiej 102 Bazie Wojskowej. Permiakow podobno opuścił bazę wcześniej i nie było z nim kontaktu. Na miejscu zbrodni pozostawił broń i mundur wojskowy.
Sześć ofiar zidentyfikowano tego samego dnia. Było wśród nich małżeństwo, ich syn i synowa, 2-letnia wnuczka oraz niezamężna córka. Ofiarami byli:
- Serjoża Karapeti Awetisjan (ur. 1961, ojciec)
- Hasmik Rafiki Awetisjan (ur. 1959, matka)
- Aida Serjożaji Awetisjan (ur. 1979, córka)
- Armen Serjożaji Awetisjan (ur. 1981, syn)
- Araks Awetisjan (ur. 1990, żona Armena)
- Hasmik Armeni Awetisjan (ur. 2012, córka Araksy i Armena)[13]
- Serjoża Armeni Awetisjan (6-miesięczny syn Araksy i Armena) przeżył atak i został zabrany do miejscowego szpitala w stanie krytycznym[9]. Niemowlę zmarło z powodu odniesionych ran 19 stycznia w szpitalu w Erywaniu, stając się siódmą ofiarą masakry[14].

## Podejrzany
Jedynym podejrzanym był Walerij Pawłowicz Permiakow (ros. Валерий Павлович Пермяков), żołnierz stacjonujący w rosyjskiej 102 Bazie Wojskowej. Jego rodzice, Pawieł Giennadijewicz i Marija Kuzminiczna, są zielonoświątkowcami. Jego ojciec naprawia lodówki i jest pastorem „ewangelicznych chrześcijan w Kraju Zabajkalskim”. Permiakow ma starszego brata i cztery siostry (trzy z nich pochodzą z pierwszego małżeństwa jego ojca), jego brat został skazany za morderstwo lub usiłowanie zabójstwa.
Permiakow skończył dziewięć klas szkoły w mieście Balej w Kraju Zabajkalskim. 20 maja 2014 roku został powołany do zasadniczej służby wojskowej w jednostce w Czycie. Stamtąd 3 grudnia został przeniesiony do Giumri, gdzie służył w batalionie pancernym. Według kolegów sprawiał wrażenie normalnego człowieka i nie miał problemów z panowaniem nad sobą.

## Protesty i oficjalne reakcje

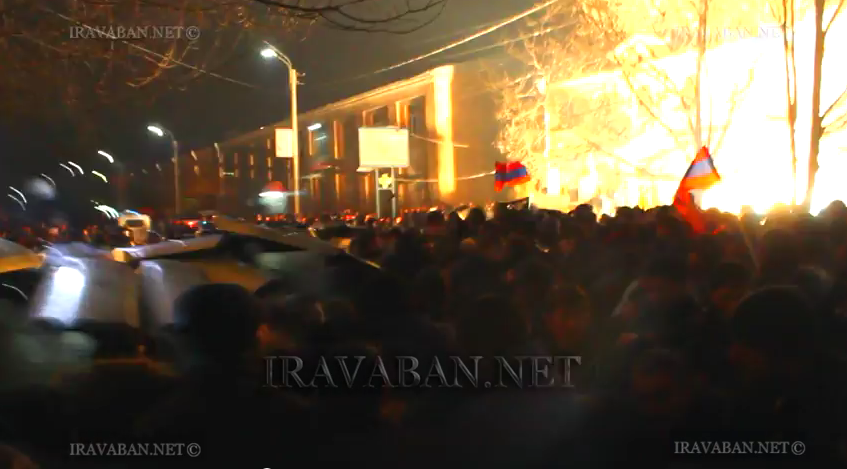
Starcia pomiędzy demonstrantami a policją w pobliżu rosyjskiego konsulatu w Giumri, 15 stycznia 2015

Dzień po morderstwie, 13 stycznia 2015 roku odbył się pierwszy protest pod ambasadą Rosji w Erywaniu. Protestujący domagali się usunięcia rosyjskiej bazy wojskowej z terytorium Armenii i wydalenia ambasadora Rosji. Mieszkańcy Giumri zorganizowali również spontaniczny wiec na centralnym placu swojego miasta, gdzie kilka tysięcy osób domagało się przejęcia sprawy przez armeńskie organy ścigania.
14 stycznia odbył się zlot samochodowy w Giumri, którego uczestniczy żądali przekazania Permiakowa przed armeński sąd. Z tym samym żądaniem w stronę rosyjskiej bazy wojskowej przemaszerowało około dwóch tysięcy osób, ale policja zablokowała drogę prowadzącą do obiektu.
15 stycznia w Giumri odbył się pogrzeb rodziny Awetisjanów. Tysiące ludzi z Giumri, Erywania i innych ormiańskich miast przybyło, by pożegnać ofiary masakry. W Erywaniu i Giumri przez cały dzień odbywały się masowe protesty. Wieczorem policja i protestujący starli się w pobliżu rosyjskiego konsulatu w Giumri. Co najmniej 14 osób zostało rannych podczas starć w tym mieście. Podczas protestu pod ambasadą Rosji w Erywaniu zatrzymano wielu demonstrantów, w tym reżysera filmowego Tigrana Chzmaljana. Dziesiątki protestujących próbowały spalić rosyjską flagę. Co najmniej 38 osób zostało zatrzymanych na placu Wolności w Erywaniu; wszystkich zwolniono następnego dnia. Według Armena Grigorjana, „po części wzrosła masowa frustracja i rozczarowanie, ponieważ prezydent i premier Armenii nie wydali żadnych publicznych oświadczeń w tej sprawie”.
Po protestach prokurator generalny Armenii Gework Kostanjan obiecał skierować oficjalny wniosek do władz rosyjskich o przekazanie Permiakowa ormiańskim organom ścigania.
19 stycznia kilkadziesiąt osób postawiło świece, kwiaty i zabawki na schodach opery w Erywaniu ku pamięci sześciomiesięcznego Serjoży, zmarłej tego dnia najmłodszej ofiary masakry. W Giumri miejscowi mieszkańcy zebrali się przed domem rodziny Awetisjanów i zostawili tam świece. Niemowlę zostało pochowane 21 stycznia. W jego mszy pogrzebowej w kościele Świętej Pieczęci w Giumri uczestniczyło kilkaset osób.

## Aresztowanie i śledztwo
Armeńska policja rozpoczęła obławę i wezwała obywateli do informowania o możliwym miejscu pobytu podejrzanego. Permiakow został zatrzymany przez rosyjską straż graniczną około 16 km od Giumri, w pobliżu miejscowości Bajandur, niedaleko granicy tureckiej. Po aresztowaniu Permiakow był przetrzymywany w karcerze w rosyjskiej bazie, gdzie sprawa była badana przez rosyjską prokuraturę wojskową. Podejrzany przyznał się do popełnienia przestępstwa już pierwszego dnia aresztu. Twierdził, że wszedł do domu Awestisjanów, ponieważ chciał się czegoś napić.
Biuro Prokuratora Generalnego Armenii w pierwszych dniach stwierdziło, że sprawa podlega jurysdykcji rosyjskich władz wojskowych. Legalność takiego posunięcia była szeroko kwestionowana i wywołała ostre kontrowersje w Armenii. W toku masowych protestów stanowisko armeńskiej prokuratury uległo zmianie i 3 lutego prokurator generalny Armenii Gework Kostanjan oficjalnie zwrócił się do swojego rosyjskiego odpowiednika o przekazanie Permiakowa. Jednakże tego samego dnia dziennik Kommiersant poinformował, że obie strony zgodziły się sądzić żołnierza przed rosyjskim sądem wojskowym w 102 Bazie Wojskowej w Giumri.
Jednocześnie toczyło się oddzielne śledztwo rosyjskiej prokuratury przeciwko Permiakowowi w sprawie dezercji z bronią i kradzieży. 5 lutego rosyjskie media cytowały oficjeli wojskowych, którzy powiedzieli, że Permiakow cierpi na niepełnosprawność intelektualną i w ogóle nie powinien zostać powołany do służby wojskowej. Jednakże 5 kwietnia armeńscy biegli sądowi orzekli, że Permiakow jest poczytalny.
Ostatecznie za porozumieniem stron postanowiono rozdzielić zarzuty pomiędzy jurysdykcję dwóch państw: rosyjski sąd wojskowy zajął się jedynie kwestią dezercji i kradzieży broni, a sprawę o morderstwo oddano cywilnemu sądownictwu armeńskiemu. 12 sierpnia 2015 roku 5 Garnizonowy Sąd Wojskowy skazał Permiakowa na 10 lat więzienia za dezercję, kradzież i nielegalne posiadanie broni. Rok później, 23 sierpnia 2016 roku, Sąd Okręgowy w Giumri, którego posiedzenie odbyło się na terenie rosyjskiej bazy wojskowej, uznał Permiakowa za winnego wszystkich stawianych mu zarzutów i skazał go na dożywocie za siedem morderstw, rozbój i próbę nielegalnego przekroczenia granicy Armenii. Orzeczenie sądu pierwszej instancji zostało podtrzymane w grudniu 2016 roku przez Sąd Apelacyjny w Erywaniu.
Krewni ofiar wystąpili również z roszczeniem przeciwko Rosji o odszkodowanie w wysokości 450 tys. euro. Zgodnie z ich stanowiskiem dowództwo rosyjskie, wiedząc o chorobie psychicznej Permiakowa, przekazało mu broń, a zatem Rosja jest odpowiedzialna za działania personelu wojskowego swojej bazy.
18 maja 2017 roku Permiakow został poddany ekstradycji do Rosji zgodnie z konwencją moskiewską z 1998 roku „O przekazywaniu skazanych na karę pozbawienia wolności dla dalszego odbywania kary”. Strona rosyjska zagwarantowała wykonanie wyroku na swoim terytorium. Dokładne miejsce odbywania wyroku przez Permiakowa pozostaje nieznane, ponieważ zostało objęte tajemnicą państwową.

## Relacje w mediach
Chociaż media niezależne w Armenii szeroko opisywały tę sprawę, państwowa telewizja początkowo „unikała podawania informacji o śledztwie i kampanii protestacyjnej”.
Rosyjskie media początkowo milczały na temat masakry, a żaden z trzech głównych ogólnorosyjskich kanałów, Rossija 1, Pierwyj kanał i NTW, nie podał żadnej informacji o tym wydarzeniu w ciągu pierwszego dnia po morderstwie. Drugiego dnia NTW poinformowało jedynie, że żołnierz uciekł z rosyjskiej bazy wojskowej w Giumri i został znaleziony, nie wspominając jednak o morderstwach. Inna duża stacja telewizyjna, Rossija 24, również donosiła o sprawie dzień później, przy czym podkreślała, że Permiakow świetnie sobie radził w służbie wojskowej.
Po śmierci 6-miesięcznego Serjoży rosyjski dziennikarz Władimir Sołowjow wezwał do publicznej egzekucji Permiakowa.

## Wpływ na stosunki międzynarodowe
Brytyjski dziennikarz Thomas de Waal napisał, że protesty „pokazują, iż ormiańska opinia publiczna ma znacznie szersze spektrum poglądów niż jej przywódcy polityczni. Polityczne konsekwencje straszliwej masakry w Giumri nie spowodują odwrócenia strategicznej orientacji od Rosji, ale mogą spowodować spadek publicznego poparcia dla prezydenta Serża Sarkisjana i jego rządu”.

### Nastroje antyrosyjskie
Masakra wywołała falę antyrosyjskich nastrojów wśród Ormian, zwłaszcza w Giumri. Według Armena Grigorjana, można oczekiwać, że „nastroje antyrosyjskie [w Armenii] wzrosną”, chyba że Rosja przekaże jurysdykcję w tej sprawie Armenii.

### Relacje armeńsko-rosyjskie
Reakcja rosyjskiego rządu była krytykowana nawet w Rosji jako potencjalnie szkodliwa dla stosunków dwustronnych.
Ormiański analityk Richard Giragosian, w opinii dla Al-Dżaziry stwierdził, że „Armenia nie może już dłużej liczyć na Rosję”.
Rosyjski socjolog i historyk Siergiej Arutiunow stwierdził, że zabójstwa mogą zaszkodzić stosunkom między Armenią a Rosją.

### 102 Baza Wojskowa i jej przyszłość
Masakra wywołała społeczne żądania zlikwidowania rosyjskiej bazy w Giumri. Analityk Saro Sarojan, pisząc dla niezależnego portalu Hetq Online, stwierdził, że przyszłość bazy zależy od stosunków i możliwego partnerstwa między Iranem a Zachodem oraz „strategicznego partnerstwa” pomiędzy Rosją a Azerbejdżanem.
7 lutego 2015 roku Raffi Howannisian, lider narodowo-liberalnej partii Dziedzictwo wezwał do zlikwidowania bazy w Giumri, jeśli Permiakow nie zostanie przekazany Armenii.
Według doniesień rosyjskich mediów, anonimowe źródło w Sztabie Generalnym Sił Zbrojnych Federacji Rosyjskiej zadeklarowało, że 102 Baza Wojskowa „będzie obsadzona wyłącznie personelem złożonym z żołnierzy kontraktowych począwszy od wiosny 2016 roku”.
2 grudnia 2018 rosyjski żołnierz ze 102 Bazy Wojskowej śmiertelnie pobił 57-letnią mieszkankę Giumri, Dżuliettę Gukasjan. Nowe morderstwo powszechnie porównywano do masakry z 2015 roku.

## Reakcje

### Armenia
Kancelaria Prezydenta Armenii Serża Sarkisjana wydała 12 stycznia oświadczenie, w którym napisało: „Obecnie podejmowane są wszelkie niezbędne kroki, aby znaleźć sprawcę tego barbarzyńskiego czynu, a kroki te są pod bezpośrednią kontrolą prezydenta”. Tego samego dnia prezydent odbył konsultacje z szefami organów ścigania.
Parlamentarna partia Dziedzictwo zażądała surowej kary dla sprawcy (sprawców) masakry.
19 stycznia biuro prezydenta Serża Sarkisjana wydało oświadczenie składające kondolencje w związku ze śmiercią Serjoży Awetisjana.

### Rosja
Ambasada Rosji w Erywaniu złożył kondolencje w oświadczeniu, w którym stwierdził, że Armenia i Rosja współpracują w tej sprawie. Ministerstwo Spraw Zagranicznych Rosji złożyło również kondolencje bliskim zmarłych i oświadczyło, że zapewni im wszelką niezbędną pomoc.
W odpowiedzi na protesty w Giumri i Erywaniu, ambasador Rosji w Armenii Iwan Wołynkin stwierdził, że „tego problemu nie wolno upolityczniać. Przestępczość nie ma narodowości, zwłaszcza w tym przypadku. Nie możemy robić na tym polityki”.
18 stycznia, prawie tydzień po masakrze, prezydent Rosji Władimir Putin złożył kondolencje w rozmowie z prezydentem Serżem Sarkisjanem. Stwierdził również, że jest przekonany, iż „śledztwo zostanie zakończone tak szybko, jak to możliwe, a sprawca zostanie ukarany”.
Minister spraw zagranicznych Rosji Siergiej Ławrow ocenił: „Widzimy próby upolitycznienia tej sytuacji, które nie wypływają ani z rządu Armenii, ani z Rosji. Jest wielu ludzi, którzy chcą wykorzystać tę tragedię, aby uzyskać korzyści geopolityczne”.
W dniu 20 stycznia rzecznik Rosyjskiego Komitetu Śledczego Władimir Markin powiedział, że śledztwo i postępowanie karne przeciwko Permiakowowi „będą się toczyć wyłącznie na ziemi ormiańskiej”.

### Inne państwa
Ambasadorzy Stanów Zjednoczonych, Wielkiej Brytanii, Francji, Gruzji i Litwy złożyli oficjalne kondolencje. 16 lutego 2015 roku przewodniczący parlamentu Gruzji, Dawit Usupaszwili, oświadczył podczas swojej wizyty w Armenii: „Stoimy obok was i dzielimy wasz ból z powodu tragedii w Giumri”.

## Teorie spiskowe
W Armenii rozpowszechniły się liczne teorie spiskowe na temat możliwych przyczyn masakry, głównie z podaniem jako sprawców agentów Azerbejdżanu lub Turcji. Tewan Poghosjan, poseł z partii Dziedzictwo, zasugerował, że masakra była „częścią zagranicznej operacji wywrotowej”. Dodał, że „wywiad Azerbejdżanu mógł zwerbować Permiakowa, a to mogło tłumaczyć jego próbę przekroczenia granicy z Turcją”.